# Monte Melkonian

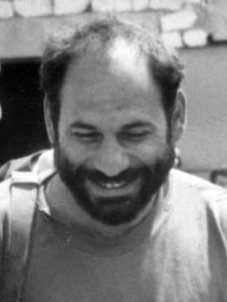
Monte Melkonian, 1992

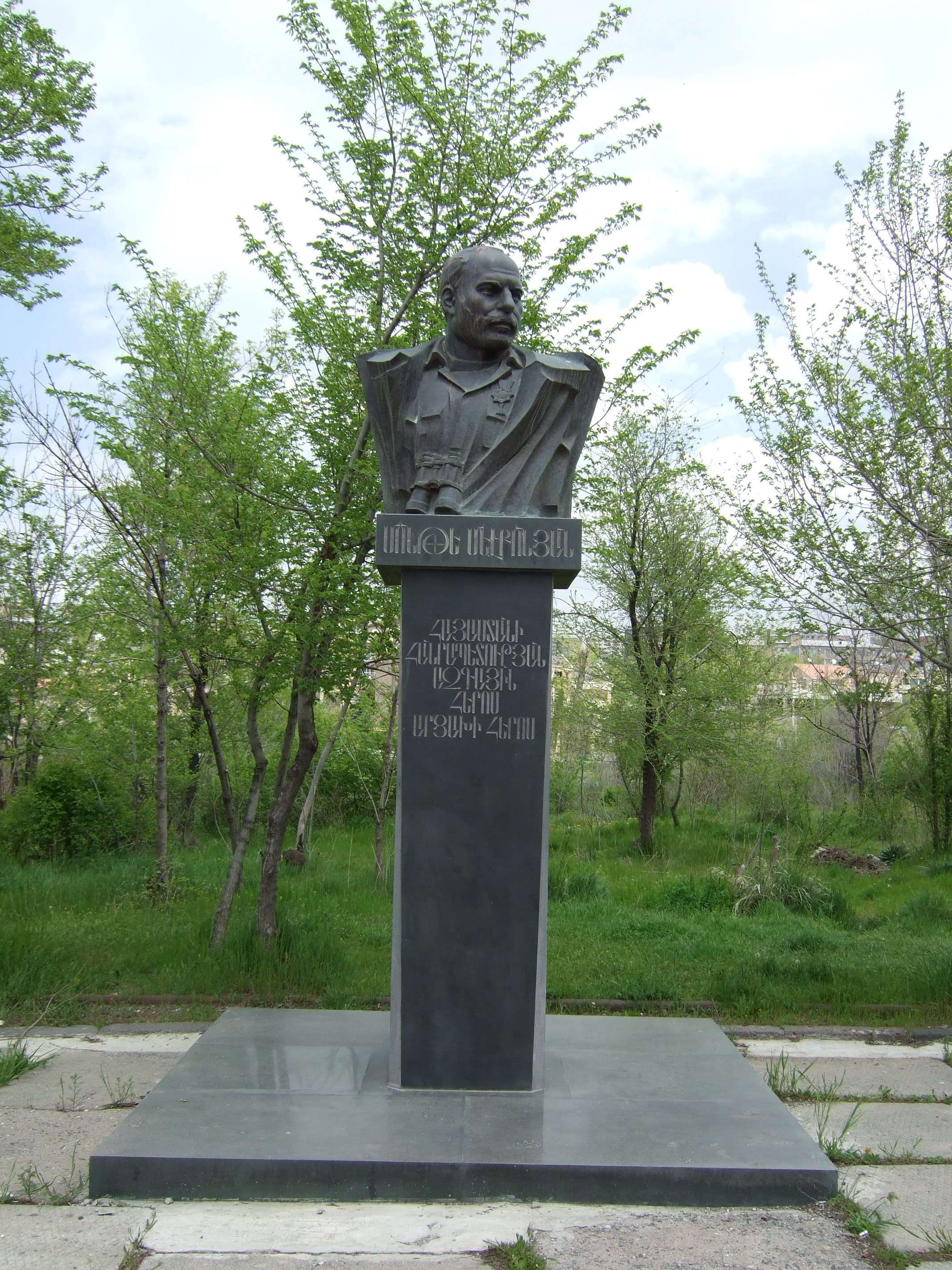
Büste Melkonians im Siegespark von Jerewan

Monte Melkonian (* 25. November 1957 in Visalia, Kalifornien; † 12. Juni 1993 in Mərzili, Aserbaidschan; armenisch Մոնթէ Մելքոնեան (klassisch), Մոնթե Մելքոնյան (reformiert), wissenschaftliche Transliteration Mont‘ē Melk‘onean) war ein US-amerikanischer politischer Aktivist armenischer Abstammung und Freischärler im Krieg um Bergkarabach. Er war einer der Anführer der Asala.

## Leben
Monte Melkonian kam am 25. November 1957 als drittes von vier Kindern des selbständigen Tischlers Charles Melkonian (1918–2006) und der Grundschullehrerin Zabel Melkonian (1920–2012) in Visalia zur Welt und wuchs mit Englisch als Muttersprache auf (in Kalifornien lebt eine große armenische Gemeinde, insbesondere in Glendale). Melkonian wird von Zeitgenossen als Kind beschrieben, das sich voll und ganz als US-Amerikaner identifizierte und sowohl bei den Scouts als auch als Baseball-Pitcher in der Little League mitmachte. Seine Eltern sprachen mit ihm kaum über ihre Heimat, die sie als das „alte Land“ bezeichneten.
1969 begab sich die Familie auf eine längere Europareise, in deren Rahmen Monte Melkonian Spanischunterricht in Spanien besuchte. Dort fragte ihn seine Lehrerin mehrmals, woher er komme, und war nicht zufrieden mit der Antwort, dass er US-Amerikaner sei. Sein Bruder Markar Melkonian beschreibt, was für ein anderes Bild die Lehrerin von den Geschwistern hatte als sie selbst und dass sie sie eben nicht als Amerikaner sah. So begann Monte sich zu fragen, woher er sei.
Im Frühling desselben Jahres reiste die Familie durch die Türkei und kam in die Stadt Merzifon, woher Zabel Melkonians Eltern stammten. Merzifon hatte laut der letzten Zählung 23.475 Einwohner, doch war von der einst etwa 17.000 Menschen zählenden armenischen Bevölkerung fast niemand übrig – 1915 waren sie im Zuge des Völkermords an den Armeniern deportiert worden. Sie trafen eine von angeblich noch drei armenischen Familien in der Stadt an, doch erfuhren sie, dass die Familie nur hatte bleiben dürfen, weil sie sämtliche Armenier in der Stadt den türkischen Behörden verraten hatte. Monte sagte später seiner Frau, dass ihn dieses Erlebnis völlig verändert habe. Er sah den Ort, der verloren war.
Zurück in Kalifornien, besuchte Monte die High School mit großem Erfolg. Anstatt einen vorzeitigen Abschluss zu machen, wie ihm sein Schulleiter geraten hatte, ging er als Fünfzehnjähriger mit Unterstützung durch seinen Vater über einen Schüleraustausch nach Japan, wo er Kampfkünste und Japanisch lernte.
Angeblich knüpfte er Kontakte zur Japanischen Roten Armee. Monte Melkonian blieb ein Jahr in Japan und reiste dann durch mehrere Länder Südostasiens. Seinen Lebensunterhalt verdiente er sich durch Englischunterricht. 1975 besuchte er Nordvietnam, das kurz vor dem Sieg über Südvietnam stand, wobei er wichtige Fertigkeiten für den bewaffneten Kampf erlernte. Den erfolgreichen Guerillakampf bezeichnete er in einem Interview von 1992 als eine Inspiration für den Kampf in Bergkarabach. Melkonian kehrte nach Hause zurück, schloss die High School ab und nahm ein Studium an der University of California in Berkeley auf. Seine Hauptfächer waren die Alte Geschichte Asiens und Archäologie. 1978 half er bei der Erstellung einer Ausstellung über armenische Kulturgüter an einer der Universitätsbibliotheken. Nach Aufforderung des türkischen Generalkonsuls in San Francisco ließ die Universitätsverwaltung den Teil der Ausstellung über den Völkermord an den Armeniern entfernen, doch musste sie nach Protesten Studierender gestatten, dass der Ausstellungsteil wieder aufgestellt wurde. Monte schloss in Berkeley nach weniger als drei Jahren ab und wurde an der Universität Oxford angenommen. Er entschloss sich aber, nicht weiter zu studieren, sondern für die „armenische Sache“ tätig zu werden.
Im Frühling des Jahres 1978 reiste Melkonian in den Iran, wo es eine alteingesessene armenische Minderheit gibt, und erlebte dort die Vorboten der Iranischen Revolution von 1979. An der Schule in Teheran, wo er unterrichtete, half er, einen Streik zu organisieren, und war in der Nähe des Jaleh-Platzes, als am Schwarzen Freitag viele Protestierende von Truppen des Schahs erschossen wurden. Bald darauf ging er zu kurdischen Partisanen ins iranische Kurdistan. Noch Jahre später trug er gelegentlich die Uniform, die er in dieser Zeit erhalten hatte.
Im Herbst 1978 begab er sich in die libanesische Hauptstadt Beirut, wo es seit dem Völkermord an den Armeniern von 1915 ebenfalls eine große armenische Gemeinde gibt, in der Hauptsache Nachkommen von armenischen Flüchtlingen, die Todesmärsche in Anatolien überlebt hatten. Im Libanon herrschte von 1975 bis 1990 Bürgerkrieg, und die christlichen Kata’ib-Kräfte griffen aus Verärgerung darüber, dass die Armenier deren Operationen nicht unterstützen wollten, Stadtviertel des armenisch geprägten Beiruter Vororts Bourj Hammoud an. Melkonian stand der Sozialdemokratischen Huntschak-Partei nahe und war knapp zwei Jahre lang als dauerhaftes Mitglied armenischer Milizen an der Verteidigung von Bourj Hammoud, Westbeirut, Antelias und Ostbeirut beteiligt. Ebenso arbeitete er hinter den Linien in Gebieten, die von Kata’ib beherrscht wurden, für die linke arabische Nationalbewegung. In Beirut lernte er auch seine zukünftige Frau Seda Kbranjan kennen. Er erlernte dabei die armenische Sprache, die er als fünfte Sprache nach Englisch, Spanisch, Französisch und Japanisch fließend beherrschte. Darüber hinaus sprach er auch Arabisch, Italienisch und Türkisch sowie etwas Persisch und Kurdisch.
Im Frühjahr 1980 wurde er Mitglied der leninistischen armenischen Untergrundorganisation Asala in Westbeirut, für deren Zeitschrift Hayastan („Armenien“) er in den folgenden drei Jahren Artikel schrieb. Er erhielt eine militärische Ausbildung bei mehreren palästinensischen Organisationen und beteiligte sich an mehreren bewaffneten Operationen. Es gilt als sicher, dass er an der Planung und Ausbildung der Kämpfer für die Operation Van am 24. September 1981 teilnahm, bei der vier Asala-Kämpfer die türkische Botschaft in Paris mehrere Tage lang besetzt hielten. Im November 1981 verhaftete die französische Polizei einen jungen Verdächtigen mit einem zypriotischen Reisepass mit dem Namen Dimitri Georgiu. Bald darauf explodierten mehrere Bomben in Paris mit der Forderung, den jungen Zyprioten freizulassen. Schließlich wurde er abgeschoben, landete in Beirut und gab bekannt, dass er Monte Melkonian war.
Im Juli 1983 spaltete sich die Asala in zwei Gruppen, von denen die eine den bisherigen Anführer Hagop Hagopian unterstützte und die andere, zu der Monte Melkonian gehörte, gegen ihn war. Nachdem zwei Vertraute Hagopians von einem losen Bekannten Melkonians in einem Militärlager in Libanon erschossen worden waren, ließ Hagopian zwei enge Freunde Monte Melkonians, Garlen Ananian und Arum Vartanian, festnehmen, folterte sie persönlich und brachte sie um.
Über zwei Jahre lebte Melkonian weiter im Untergrund, zunächst in Libanon und dann in Frankreich. Nachdem er für einen des Bankraubs beschuldigten armenischen Kämpfer, Levon Minassian, ausgesagt hatte, wurde er im November 1985 in Paris festgenommen, selbst vor Gericht gestellt und wegen gefälschter Papiere und illegalen Waffenbesitzes zu einer Haftstrafe von sechs Jahren verurteilt. Melkonian saß drei Jahre in Fresnes und Poissy ein. Anfang 1989 wurde er freigelassen und in die Demokratische Volksrepublik Jemen (Südjemen) abgeschoben, wo er seine Lebensgefährtin Seda wiedersah. Sie lebten zusammen etwa anderthalb Jahre im Untergrund in verschiedenen Ländern Osteuropas, die 1989 eins nach dem anderen den Fall des real existierenden Sozialismus erlebten.
Am 6. Oktober 1990 erreichte Melkonian die Armenische Sozialistische Sowjetrepublik, wo er acht Monate lang an der Armenischen Akademie der Wissenschaften eine wissenschaftliche Arbeit über die Höhlengräber von Urartu vorbereitete, die 1995 posthum veröffentlicht wurde. Monte Melkonian und Seda heirateten im August 1991 im Geghard-Kloster.
Zu dieser Zeit flammte der Konflikt um das mehrheitlich von Armeniern besiedelte Bergkarabach erneut auf. Monte Melkonian erkannte in dieser Zeit, dass die Sowjetmacht vor ihrem Ende stand, und zeigte sich überzeugt, dass es für das armenische Volk nur dann eine Zukunft geben könne, wenn dieser Konflikt gewonnen werde. Wenn wir Karabach verlieren, dann sind die letzten Tage unseres Volkes herangebrochen, so äußerte er sich in der Zeitung der Streitkräfte der Republik Bergkarabach. Wenn es den aserbaidschanischen Kräfen gelänge, die Armenier aus Karabach zu vertreiben, würden sie nach Sjunik (Sangesur) und in andere Regionen Armeniens vorstoßen. Deswegen sei das Schicksal Karabachs entscheidend für die längerfristige Sicherheit der gesamten armenischen Nation.
Zwischen dem 12. und 14. September 1991 fuhr Monte in die Provinz Schahumjan nördlich von Bergkarabach, wo er im Herbst 1991 drei Monate lang für die Armenier kämpfte und an der Einnahme der Dörfer Erkej, Manashid und Buzlukh teilnahm.
Am 4. Februar 1992 kam Melkonian als regionaler Kommandeur in die Provinz Martuni. Bei seiner Ankunft wurden die Veränderungen sofort spürbar: Die armenischen Zivilisten fühlten sich sicherer, da die aserbaidschanischen Truppen zurückgedrängt wurden und die Wohngebiete nicht mehr mit ihren GRAD-Raketen treffen konnten.
Im April 1993 war Melkonian einer der Hauptstrategen, welche die Einnahme der Region von Karwatschar im aserbaidschanischen Gebiet zwischen der Republik Armenien und der ehemaligen Autonomen Oblast Bergkarabach organisierten. Bei den viertägigen schweren Kämpfen erlitten die Armenier weitaus weniger Verluste als der Gegner.

### Tod

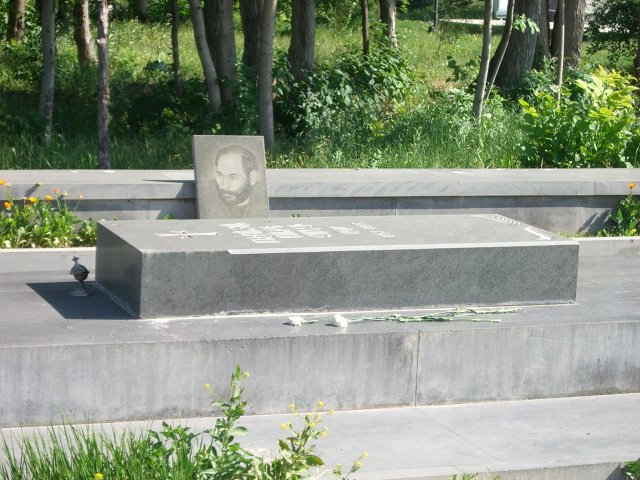
Grab in Jerablur

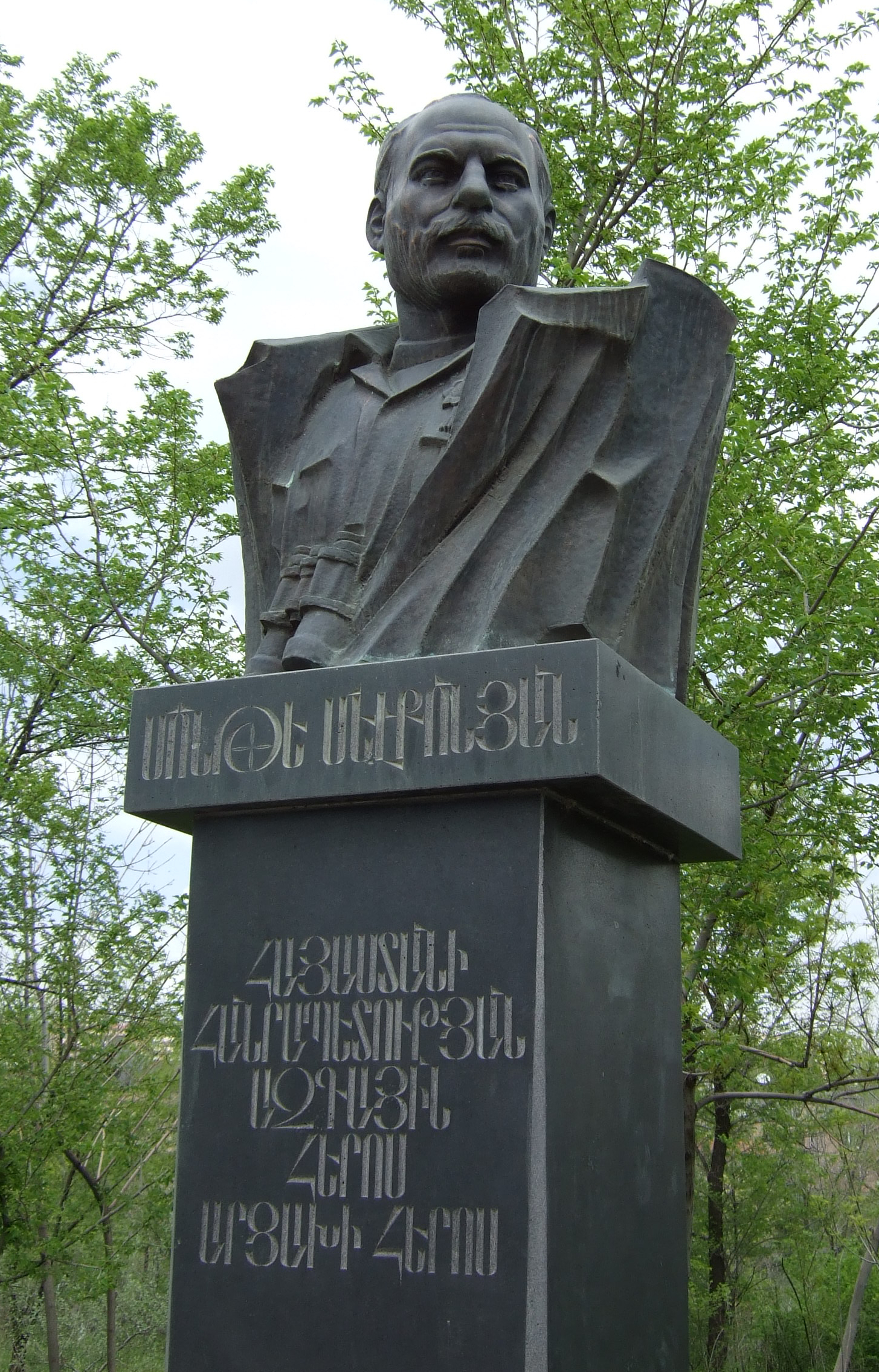
Büste Melkonians im Siegespark von Jerewan.

Melkonian wurde am frühen Nachmittag des 12. Juni 1993 bei der Schlacht um Agdam im verlassenen aserbaidschanischen Dorf Merzili getötet. Laut seinem Bruder Markar starb er in den frühen Abendstunden durch feindliches Feuer bei einem unerwarteten Gefecht, zu dem es mit einigen wahrscheinlich versprengten aserbaidschanischen Soldaten kam.
Melkonian wurde mit vollen militärischen Ehren am 19. Juni 1993 auf dem Militärfriedhof von Jerablur am Rande von Jerewan beerdigt, wohin sein Sarg von der Sorawar-Kirche in der Stadtmitte gebracht worden war. Etwa 50.000 bis 100.000 Menschen (manche sprachen gar von 250.000), darunter Armeniens Präsident Lewon Ter-Petrosjan, Verteidigungsminister Wasgen Manukjan und der stellvertretende Außenminister Gerard Libaridian, nahmen teil.

## Ehrungen
Die Stadt Martuni in Bergkarabach wurde nach Monte Melkonian in Monteapert (Monteaberd, Մոնթեաբերդ) umbenannt.

## Beurteilung
Unter vielen Armeniern genießt Monte Melkonian Heldenstatus. Arkadi Ghukassjan, Präsident der international nicht anerkannten Republik Bergkarabach, verlieh ihm am 2. September 1999 den Ehrentitel „Held von Arzach“ und den Orden „Goldener Adler“. In der Türkei, Aserbaidschan und den Vereinigten Staaten galt er dagegen als Terrorist.

## Politische und gesellschaftliche Positionen
Melkonian war armenischer Nationalist und vertrat als revolutionärer Sozialist Positionen des Marxismus-Leninismus, die auch Teil des Programms der Asala waren. Sein Bruder Markar schreibt in der Biographie über ihn, dass Melkonian immer auf eine Reform der Sowjetunion hin zu Demokratie und persönlicher Freiheit hoffte und erst mit dem Zusammenbruch der Sowjetunion den Gedanken an ein vereinigtes Sowjetarmenien unter Einschluss von Bergkarabach und Westarmenien mit Kars, Van und Erzurum als Teil der Sowjetunion aufgab. Er rief in den 1980er Jahren zu einem gemeinsamen Guerillakampf linker Türken, Kurden und Armenier gegen die „chauvinistische“ Führung der Türkei auf. Mit seinem Internationalismus stand er in Opposition zu den sich ebenfalls als sozialistisch positionierenden Daschnaken (Armenische Revolutionäre Föderation).
Die Befreiung Bergkarabachs vom „aserbaidschanischen Joch“ betrachtete er als überlebenswichtig für das armenische Volk, da im Fall des Verlusts von Arzach auch das übrige Armenien von den Aserbaidschanern ausgelöscht würde.
Monte Melkonian rauchte und trank nicht, und er verbot auch seinen Soldaten den Alkoholkonsum. Auf Wein aus der Provinz Martuni erhob er eine Steuer, um an Treibstoff und Munition zu kommen. Er schritt auch gegen Kriegsverbrechen ein. So berichtet beispielsweise seine Witwe Seda, wie er einen armenischen Zivilisten strafte, der einen verwundeten aserbaidschanischen Kriegsgefangenen schlug. Die Brutalität und Ineffektivität der armenischen Fedajin in Schahumjan wie auch die Verwendung faschistischer Symbole brachten ihn auf. Er untersagte den Kämpfern streng die – nach Beurteilung seines Bruders – von den Aserbaidschanern übernommene Praxis, gefangen genommene Soldaten zu erschießen. In mindestens einem Fall brachte er aserbaidschanische Zivilpersonen mit einem gepanzerten Fahrzeug in Sicherheit. In Karwatschar sicherte er aserbaidschanischen Soldaten per Megaphon auf Türkisch (einer mit dem Aserbaidschanischen recht gut verständlichen Sprache) freies Geleit zu, wenn sie die Waffen niederlegten und abzögen. In einem Interview kurz vor seinem Tod äußerte er, es sei eine Schande für die aserbaidschanischen Militärführer, wie schlecht vorbereitete Soldaten sie in den sicheren Tod schickten.
Monte Melkonian lehnte die stark patriarchalen Strukturen der armenischen Gesellschaft ab. Er wusch demonstrativ Geschirr ab und ermunterte Frauen dazu, an der Front zu kämpfen. Gleichzeitig bezeichnete er die Funkerinnen und Köchinnen als gleichwertig mit den Frontsoldaten.
Noch während des Krieges versuchte er, in Bergkarabach sozialistische Modelle umzusetzen. So unterstützte er eine Bäckerkooperative und plante den Aufbau einer Teppichfabrik, die den lokalen Teppichweberinnen gehören sollte. Seinen Wehrsold teilte er nach Berichten seines Bruders mit Köchinnen, Putzfrauen und Familien verwundeter Kämpfer.

## Werke
- Monte Melkonian: The Right to Struggle: Selected Writings of Monte Melkonian on the Armenian National Question. San Francisco, Sardarabad Collective, 1990 ISBN 0-9641569-1-1